# 最高人民检察院影视中心
最高人民检察院影视中心，是由最高人民检察院主管、检察日报社主办，具有独立事业单位法人资格和影视制作资质的专业影视机构，位于北京市石景山区香山南路109号，主要负责策划、出品、拍摄、制作检察、法制题材的影视作品。

## 历史
最高人民检察院影视中心的前身是1996年成立的中国检察影视中心，2003年12月25日，经原国家广播电影电视总局同意，最高人民检察院影视中心正式成立。2012年9月，最高人民检察院党组决定，由检察日报社社长兼任最高检影视中心主任。该中心邀请作家莫言任艺术总监，作家周梅森任顾问。

## 主要作品

### 电影
- 《青春检察官》
- 《检察风云》
- 《第二十条》
- 《误判》

### 电视剧/网络剧
- 《人民的名义》
- 《因法之名》
- 《巡回检察组》
- 《归去来》
- 《国家公诉》
- 《九部的检察官》

### 专题节目
- 《检察之窗》
- 《检察V视》
- 《案“鉴”》

### 纪录片
- 《中国检察》
- 《走近人民检察》

## 相关链接
- 最高检影视中心官方网站 （页面存档备份，存于）